# Моли Ханис
Моли Ханис (енгл. Molly Hannis; Санта Роса, 13. март 1992) америчка је пливачица чија специјалност је пливање прсним стилом.
Тренутно студира на Универзитету Тенеси где плива за универзитетски клуб. 
На америчким олимпијским трајалсима у Омахи заузела је друго место у трци на 200 метара прсно и на тај начин се квалификовала за Летње олимпијске игара 2016. у Рио де Жанеиру. Ханис је успела да се у Рију на 200 метара прсно пласира у полуфинале где је пливала време од 2:26.80 минута што је било довољно за последње 16. место у полуфиналу.